# Államok vezetőinek listája 1910-ben
Ezen az oldalon az 1910-ben fennálló államok vezetőinek névsora olvasható földrészek, majd országok szerinti bontásban.

## Európa
- Andorra (parlamentáris társhercegség)
  - Társhercegek
    - Francia társherceg – Armand Fallières (1906–1913), lista
    - Episzkopális társherceg – Juan Benlloch i Vivó (1907–1919), lista
- Belgium (monarchia)
  - Uralkodó – I. Albert király (1909–1934)
  - Kormányfő – François Schollaert (1908–1911), lista
- Bolgár Cárság (monarchia)
  - Uralkodó – I. Ferdinánd cár (1887–1918)
  - Kormányfő – Alekszandar Malinov (1908–1911), lista
- Dánia (monarchia)
  - Uralkodó – VIII. Frigyes király (1906–1912)
  - Kormányfő –
    1. Carl Theodor Zahle (1909–1910)
    2. Klaus Berntsen (1910–1913), lista
- Egyesült Királyság (parlamentáris monarchia)
  - Uralkodó –
    1. VII. Eduárd Nagy-Britannia királya (1901–1910)
    2. V. György Nagy-Britannia királya (1910–1936)

  - Kormányfő – Herbert Asquith (1908–1916), lista
- Franciaország (köztársaság)
  - Államfő – Armand Fallières (1906–1913), lista
  - Kormányfő – Aristide Briand (1909–1911), lista
- Görögország (monarchia)
  - Uralkodó – I. György király (1863–1913)
  - Kormányfő –
    1. Kiriakulisz Mavromihálisz (1909–1910)
    2. Sztéfanosz Draguisz (1910)
    3. Elefthériosz Venizélosz (1910–1915), lista
- Hollandia (monarchia)
  - Uralkodó – Vilma királynő (1890–1948)
  - Kormányfő – Theo Heemskerk (1908–1913), lista
- Liechtenstein (parlamentáris monarchia)
  - Uralkodó – II. János herceg (1859–1929)
- Luxemburg (monarchia)
  - Uralkodó – IV. Vilmos nagyherceg (1905–1912)
  - Kormányfő – Paul Eyschen (1888–1915), lista
- Monaco (monarchia)
  - Uralkodó – I. Albert herceg (1889–1922)
- Montenegró (monarchia)
- A Montenegrói Hercegséget 1910. augusztus 28-án váltotta fel a Montenegrói Királyság.
  - Uralkodó – I. Miklós király (1860–1918)[1]
  - Kormányfő – Lazar Tomanović (1907–1912), lista
- Német Császárság (monarchia)
  - Uralkodó – II. Vilmos császár (1888–1918)
  - Kancellár – Theobald von Bethmann-Hollweg (1909–1917), lista
- Norvégia (monarchia)
  - Uralkodó – VII. Haakon király (1905–1957)
  - Kormányfő –
    1. Gunnar Knudsen (1908–1910)
    2. Wollert Konow (1910–1912), lista
- Olasz Királyság (monarchia)
  - Uralkodó – III. Viktor Emánuel király (1900–1946)
  - Kormányfő –
    1. Sidney Sonnino (1909–1910)
    2. Luigi Luzzatti (1910–1911), lista
- Orosz Birodalom (monarchia)
  - Uralkodó – II. Miklós cár (1894–1917)
  - Kormányfő – Pjotr Sztolipin (1906–1911), lista
- Osztrák–Magyar Monarchia (monarchia)
  - Uralkodó – I. Ferenc József király (1848–1916)
  - Kormányfő –
    - Osztrák Császárság – Richard von Bienerth-Schmerling (1908–1911), lista
    - Magyar Királyság –
      1. Wekerle Sándor (1906–1910)
      2. Khuen-Héderváry Károly (1910–1912), lista
- Pápai állam (abszolút monarchia)
  - Uralkodó – X. Piusz pápa (1903–1914)
- Portugália (monarchia)
- A Portugál Királyságot 1910. október 5-én követte a Portugál Köztársaság.
  - Uralkodó – II. Mánuel portugál király (1908–1910)
  - Kormányfő –
    1. Francisco da Veiga Beirão (1909–1910)
    2. António Teixeira de Sousa (1910)
    3. Teófilo Braga (1910–1911), az Átmeneti Kormány elnöke, lista
- Román Királyság (monarchia)
  - Uralkodó – I. Károly király (1866–1914)
  - Kormányfő –
    1. Ion I. C. Brătianu (1909–1910)
    2. Petre P. Carp (1910–1912), lista
- San Marino (köztársaság)
  - San Marino régenskapitányai:
    1. Marino Borbiconi és Giacomo Marcucci (1909–1910)
    2. Alfredo Reffi és Giovanni Arzilli (1910)
    3. Giovanni Belluzzi és Luigi Lonfernini (1910–1911), régenskapitányok
- Spanyolország (monarchia)
  - Uralkodó – XIII. Alfonz király (1886–1931)
  - Kormányfő –
    1. Segismundo Moret (1909–1910)
    2. José Canalejas (1910–1912), lista
- Svájc (konföderáció)
  - Szövetségi Tanács:[2]
  - Adolf Deucher (1883–1912), Eduard Müller (1895–1919), Ernst Brenner (1897–1911), Robert Comtesse (1899–1912), elnök, Marc-Émile Ruchet (1899–1912), Ludwig Forrer (1902-1917),  Josef Anton Schobinger (1908–1911)
- Svédország (parlamentáris monarchia)
  - Uralkodó – V. Gusztáv király (1907–1950)
  - Kormányfő – Arvid Lindman (1906–1911), lista
- Szerbia (monarchia)
  - Uralkodó – I. Péter király (1903–1921)[3]
  - Kormányfő – Nikola Pašić (1909–1911), miniszterelnök

## Afrika
- Dél-afrikai Unió (monarchia)
- 1910. május 31-én alakult meg.
  - Uralkodó –
    1. VII. Eduárd Nagy-Britannia királya (1901–1910)
    2. V. György Nagy-Britannia királya (1910–1936)

  - Főkormányzó – Herbert Gladstone (1910–1914), Dél-Afrika kormányát igazgató tisztviselő
  - Kormányfő – Louis Botha (1910–1919), lista
- Dervis Állam (el nem ismert állam)
  - Uralkodó – Mohammed Abdullah Hassan (1896–1920)
- Etiópia (monarchia)
  - Uralkodó – II. Menelik császár (1889–1913)
  - Kormányfő – Habte Gijorgisz Dinagde (1909–1927), lista
- Libéria (köztársaság)
  - Államfő – Arthur Barclay (1904–1912), lista
- Marokkó (monarchia)
  - Uralkodó – Abd al-Hafíz szultán (1908–1912)
- Vadai Birodalom
  - Uralkodó – ’Aszil kolak (1909–1912)

## Dél-Amerika
- Argentína (köztársaság)
  - Államfő –
    1. José Figueroa Alcorta (1906–1910)
    2. Roque Sáenz Peña (1910–1914), lista
- Bolívia (köztársaság)
  - Államfő – Eliodoro Villazón (1909–1913), lista
- Brazília (köztársaság)
  - Államfő –
    1. Nilo Peçanha (1909–1910)
    2. Hermes da Fonseca (1910–1914), lista
- Chile (köztársaság)
  - Államfő –
    1. Pedro Montt (1906–1910)
    2. Elías Fernández Albano (1910) ügyvivő
    3. Emiliano Figueroa (1910), ügyvivő
    4. Ramón Barros Luco (1910–1915), lista
- Ecuador (köztársaság)
  - Államfő – Eloy Alfaro (1906–1911), lista
- Kolumbia (köztársaság)
  - Államfő –
    1. Ramón González Valencia (1909–1910)
    2. Carlos Eugenio Restrepo (1910–1914), lista
- Paraguay (köztársaság)
  - Államfő –
    1. Emiliano González Navero (1908–1910)
    2. Manuel Gondra (1910–1911), lista
- Peru (köztársaság)
  - Államfő – Augusto B. Leguía (1908–1912), lista
  - Kormányfő –
    1. Rafael Fernández de Villanueva Cortez (1909–1910)
    2. Javier Prado y Ugarteche (1910)
    3. Germán Schreiber Waddington (1910)
    4. José Salvador Cavero Ovalle (1910)
    5. Enrique C. Basadre Stevenson (1910–1911), lista
- Uruguay (köztársaság)
  - Államfő – Claudio Williman (1907–1911), lista
- Venezuela (köztársaság)
  - Államfő – Juan Vicente Gómez (1908–1913), lista

## Észak- és Közép-Amerika
- Amerikai Egyesült Államok (köztársaság)
  - Államfő – William Howard Taft (1909–1913), lista
- Costa Rica (köztársaság)
  - Államfő –
    1. Cleto González Víquez (1906–1910)
    2. Ricardo Jiménez Oreamuno (1910–1914), lista
- Dominikai Köztársaság (köztársaság)
  - Államfő – Ramón Cáceres (1905–1911), lista
- Salvador (köztársaság)
  - Államfő – Fernando Figueroa (1907–1911), lista
- Guatemala (köztársaság)
  - Államfő – Manuel Estrada Cabrera (1898–1920), lista
- Haiti (köztársaság)
  - Államfő – François C. Antoine Simon (1908–1911), lista
- Honduras (köztársaság)
  - Államfő – Miguel R. Dávila (1907–1911), lista
- Kanada (parlamentáris monarchia)
  - Uralkodó –
    1. VII. Eduárd király (1901–1910)
    2. V. György király (1910–1936)

  - Főkormányzó – Albert Grey (1904–1911), lista
  - Kormányfő – Wilfrid Laurier (1896–1911), lista
- Kuba (köztársaság)
  - Államfő – José Miguel Gómez (1909–1913), lista
- Mexikó (köztársaság)
  - Államfő – Porfirio Díaz (1884–1911), lista
- Nicaragua (köztársaság)
  - Államfő –
    1. José Madriz (1909–1910)
    2. José Dolores Estrada (1910) ügyvivő
    3. Juan José Estrada (1910–1911), lista
- Panama (köztársaság)
  - Államfő –
    1. José Domingo de Obaldía (1908–1910)
    2. Carlos Antonio Mendoza (1910)
    3. Federico Boyd (1910), ügyvivő
    4. Pablo Arosemena (1910–1912), lista
- Új-Fundland (monarchia)
  - Uralkodó –
    1. VII. Eduárd király (1901–1910)
    2. V. György király (1910–1936)

  - Kormányzó – Ralph Champneys Williams (1909–1913)
  - Kormányfő – Sir Edward Patrick Morris (1909–1917), lista

## Ázsia
- Afganisztán (monarchia)
  - Uralkodó – Habibullah Kán emír (1901–1919)
- Aszír (idríszida emírség)
  - Uralkodó – Muhammad ibn Ali al-Idríszi (1909–1923), emír
- Buhara
  - Uralkodó – ’Abd al-Ahad kán (1885–1911)
- Dzsebel Sammar (monarchia)
  - Uralkodó –
    1. Szaúd bin Hammúd (1908–1910)
    2. Szaúd bin Abdulazíz (1910–1920), Dzsebel Sammar emírje
- Hiva
  - Uralkodó –
    1. II. Muhammad Rahím Bahadúr (1864–1910)
    2. Iszfandijar Dzsurdzsi Bahadúr kán (1910–1918)
- Japán (császárság)
  - Uralkodó – Mucuhito császár (1867–1912)
  - Kormányfő – Kacura Taró (1908–1911), lista
- Kína
  - Uralkodó – Pu Ji császár (1908–1912)
  - Kormányfő – Ji Kuang (1903–1911), lista (1911–1912)
- Koreai Császárság (monarchia)
- 1910. augusztus 29-én Japán annektálta.
  - Uralkodó – Szundzsong császár (1907–1910)
  - Kormányfő – I Vanjong (1907–1910) lista
- Maszkat és Omán (abszolút monarchia)
  - Uralkodó – Fejszál szultán (1888–1913)
- Nedzsd és Hasza Emírség (monarchia)
  - Uralkodó – Abdul-Aziz emír (1902–1953)[4]
- Nepál (alkotmányos monarchia)
  - Uralkodó – Prithvi király (1881–1911)
  - Kormányfő – Csandra Samser Dzsang Bahadur Rana (1901–1929), lista
- Oszmán Birodalom (monarchia)
  - Uralkodó – V. Mehmed szultán (1909–1918)
  - Kormányfő –
    1. Hüszejin Hilmi Pasa, nagyvezír, (1909–1910)
    2. Ibrahim Hakki Pasa, nagyvezír, (1910–1911), lista
- Perzsia (monarchia)
  - Uralkodó – Ahmad Sah Kadzsar sah (1909–1925)
  - Régens – Naszir am-Mulk (1910–1914), Perzsia régense
  - Kormányfő –
    1. Mohammad Vali Khan Tonekaboni (1909–1910)
    2. Mostoufi ol-Mamalek (1910–1911), lista
- Sziám (parlamentáris monarchia)
  - Uralkodó –
    1. Csulalongkorn király (1868–1910)
    2. Vadzsiravudh király (1910–1925)

## Óceánia
- Ausztrália (parlamentáris monarchia)
  - Uralkodó –
    1. VII. Eduárd Ausztrália királya (1901–1910)
    2. V. György Ausztrália királya (1910–1936)

  - Főkormányzó – William Ward (1908–1911), lista
  - Kormányfő –
    1. Alfred Deakin (1909–1910)
    2. Andrew Fisher (1910–1913), lista
- Új-Zéland (parlamentáris monarchia)
  - Uralkodó –
    1. VII. Eduárd Ausztrália királya (1901–1910)
    2. V. György Új-Zéland királya (1910–1936)

  - Kormányzó –
    1. William Plunket (1904–1910)
    2. John Dickson-Poynder (1910–1912), lista

  - Kormányfő – Joseph Ward (1906–1912), lista